# Ischaemum merrillii
Ischaemum merrillii är en gräsart som beskrevs av Eduard Hackel. Ischaemum merrillii ingår i släktet Ischaemum och familjen gräs. Inga underarter finns listade i Catalogue of Life.